# Санта Корона (Виченца)
Санта Корона је насеље у Италији у округу Виченца, региону Венето.
Према процени из 2011. у насељу је живело 123 становника. Насеље се налази на надморској висини од 62 м.